# Hoya camphorifolia
Hoya camphorifolia är en oleanderväxtart som beskrevs av Otto Warburg. Hoya camphorifolia ingår i släktet Hoya och familjen oleanderväxter. Inga underarter finns listade i Catalogue of Life.